# 前进镇 (雅安市)
前进镇，原为前进乡，是中华人民共和国四川省雅安市名山区下辖的一个乡镇级行政单位。2019年12月，撤销红岩乡和前进乡，设立前进镇，以原红岩乡和原前进乡六坪村、苏山村、楠水村、新市村、林泉村、尖峰村、泉水村、凤凰村、双合村所属行政区域为前进镇的行政区域，原前进乡桥楼村、两河村及蒙顶山镇大弓村、槐树村、名凤村、卫干社区所属行政区域划归永兴街道管辖，原前进乡清河村，原蒙阳镇新城社区、西城社区、中心社区、东城社区、紫霞村、同心村、贯坪村、安坪村、拴马村、律沟村、中瓦村、上瓦村、周坪村、德光村所属行政区域为蒙阳街道的行政区域。

## 行政区划
前进镇下辖以下地区：
前进社区、六坪村、苏山村、清河村、桥楼村、两河村、双合村、南水村、新市村、林泉村、尖峰村、泉水村和凤凰村。